# Tarentaise-dalen
Tarentaise-dalen (fransk: Vallée de la Tarentaise) er en dal langs Isère-floden i hjertet af de franske alper i Savoie-departementet (Auvergne-Rhône-Alpes regionen) i Frankrig.
Ved foden af dalen i vest er byen Albertville udgangspunkt for Tarentaise-dalen. Dalen går mod øst op mod byen Moûtiers og videre op i terrænet til byen Aime, og videre til den sidste større by i dalen Bourg-Saint-Maurice. Dalen slutter ved foden af passet Col de l'Iseran. Dalen er 96 kilometer lang hertil fra Albertville.

## Lokaliteter i dalen
Flere by- og områdenavne i Tarentaise-dalen er verdenskendte skisportssteder, herunder, nævnt i rækkefølge, når man kører op i terrænet fra Albertville, Les Trois Vallées (De tre dale) bestående af først og fremmest Val Thorens, Méribel og Courchevel (beliggende i en sidedal fra byen Moûtiers). Længere oppe i dalen ligger storområdet Paradiski bestående af skiområderne La Plagne over dalbyen Aime og Les Arcs over dalbyen Bourg-Saint-Maurice og endelig (tidligere navngivet Espace Killy) Tignes og Val d'Isère, som ligger længst oppe i dalen. Disse byer og skiområder var vært for de fleste af begivenhederne ved vinter-OL i Albertville i 1992. Andre skiområder i Tarentaise-dalen omfatter bl.a. Sainte-Foy-Tarentaise, La Rosière og Valmorel.
Dalen inddeles i nedre Tarentaise (Basse Tarentaise). Midterste Tarentaise (Moyenne) og øvre Tarentaise (Haute). Fra Albertville til Moûtiers benævnes "nedre". Fra Moûtiers til Bourg-Saint-Maurice benævnes "midterste". Fra Bourg-Saint-Maurice til Iseran-passet benævnes "øvre".
Isere floden har sit udspring i terrænet over Val d'Isère, hvor smeltevand fra gletsjeren ved navn Sources de l'Isère udgør flodens udspring. Parc national de la Vanoise ligger mellem Tarentaise-dalen og Maurienne-dalen.

### Tignes-dæmningen
Isére opdæmmes nedenfor Val d'Isere, hvor søen Lac du Chevril er vandreservoir for Tignes-dæmningen. Dæmningen var, da den stod færdig, den højeste af sin slags i Europa. Tignes lå oprindeligt længere nede i terrænet, hvor der i dag er søbund i søen Lac du Chevril, som er en opdæmmet sø bag Tignes-dæmningen. Da den 180 meter høje Tignes-dæmning stod færdig i 1952 blev det tidligere Tignes oversvømmet af den opdæmmede flod Isère. Dæmningen var ved færdiggørelsen dimensioneret på 428 megawatt til at levere strøm til mere end 100.000 husstande. Dæmningen er per 2018 fortsat den højeste i Frankrig.

## Bjergpas i dalen
Om vinteren er dalen en blind vej ved Val d'Isère. Om sommeren er der et vejpas over til Maurienne-dalen via det 2.764 meter høje pas Col de l'Iseran.
Landevejen over Iseran-passet er det højeste asfaltbelagte pas i Alperne.
Andre pas længere nede i dalen er:
- Col de la Madeleine ligger i første sidedal, når man kommer op i terrænet med vejen fra Albertville. Skiområdet Valmorel indbefatter passet i vintersæsonen.[20] Bjergpasset på 1.993 m.o.h. er kun åbent i sommermånederne og går over til Maurienne-dalen til byen La Chambre.
- Col du Petit-Saint-Bernard[21] der går mod øst fra Bourg-Saint-Maurice til Italien via skiområderne La Rosiére (Frankrig) og La Thuile (Italien)
- Cormet de Roselend,[22] der går nordpå fra Bourg-Saint-Maurice til byen Beaufort og videre mod Val d'Arly.[23]
- Cormet d'Arêches.[24][25] Over passet går ikke landevej. Vejen er grusbelagt henover selve passet. Fra byen La Côte-d'Aime ved byen Mâcot-La-Plagne er det muligt at komme over til byen Beaufort i nabodalen.[26]

Fra byen Bourg-Saint-Maurice stiger terrænet 1.955 højdemeter over knap 48 kilometer landevej til toppen af bjergpasset Col de l'Iseran. I 1996 blev vejstrækningen Bourg-Saint-Maurice til Val d'Isère anvendt som en 30,5 kilometer bjergenkeltstart i Tour de France. Bjarne Riis blev nummer to på etapen.

## Galleri
- Bjergpasset Col de la Madeleine med Mont Blanc i baggrunden
- Val d'Isère by set fra Col de l'Iseran
- Bjergvejen over passet Col de l'Iseran (2.764[29] m.o.h.)
- Col du Petit-Saint-Bernard mod Italien (2.188[30] m.o.h.)
- Cormet de Roselend (1.968[31] m.o.h.)

## Navnets oprindelse
Historisk blev byen Moûtiers kaldet "Darantasia" og blev hovedstaden i Tarentaise i slutningen af det tredje århundrede. Da byen skiftede navn i det 11. århundrede, blev "Darantasia" omdannet til "Tarentaise" og gav navn til hele dalen. Darantasia kommer fra gammelt keltisk oprindelse, der betegner "levende farvande", en oprindelse, som findes i udtrykket "doron", navn på de fremfusende torrenter (vandløb), der krydser dalene: Doron de Bozel, Doron de Champagny og Doron de Belleville.

## Sidedale
Der er flere sidedale til Tarentaise-dalen. De benævnes blandt andet:
- Vallèe de l'eau Rousse,[33] hvor landevejen til bjergpasset Col de la Madeleine stiger mere end 1.500 højdemeter.[34]
- Morel-dalen,[1] hvor bl.a. byen Valmorel ligger.
- Doron des Allues-dalen, der går som sidedal til byen Meribel og den mindre by La Tania.
- Doron de Boze-dalen går til byen Courchevel.[1] Navnet "Doron" betyder vandstrøm.[1]
- Belleville-dalen, hvor Val Thorens ligger øverst i terrænet.[35][36]
- Vallée des Chapieux, udgår fra byen Bourg-Saint-Maurice mod Beaufort-massivet.[37]

Mindre sidedale
- Vallon de Mercuel er en lille sidedal.[38] Betegnelsen "vallon" betyder lille dal.[39] Dalen udgår fra byen Le Miroir ved byen Sainte-Foy-Tarentaise.[40]
- Vallon de Saché udgår fra Tignes Les Boisses.[41]

## Bifloder og vandløb
Blandt bifloder, der løber ind i Isére i dalen er:
- Arly, der løber ind i Isére ved Albertville.[42] Arly kommer fra Val d'Arly fra bl.a. byen Megéve.[43]
- Torrent d'Eau Rousse[44], der løber ind i Isére ved byen Notre-Dame-de-Briancon.[45]
- Le Morel[46], der løber ind i Isére ved byen La Grand Prairie.[47]
- Le Doron de Bozel[48], der kommer fra bl.a. byen Bozel[49] og et vandløb fra Courchevel.[50][51]
- Le Doron de Belleville, der løber ind i Le Doron de Bozel ved byen Moutiers og kommer fra bl.a. vandløb ved Val Thorens.[52][53]

- Bifloden l'Arly
- Bifloden l'Arly fra byen Megève
- Bifloden L'Eau Rousse
- Bifloden Le Morel
- Bifloden Le Doron des Allues
- Bifloden Le Doron de Belleville